# Fly (Quavo)
Fly è un singolo di Quavo e Lenny Kravitz, pubblicato il 9 agosto 2024. Si tratta di un rifacimento in chiave trap del singolo Fly Away, pubblicato da Kravitz nel 1998.

## Video musicale
Il video è stato pubblicato in concomitanza con l'uscita del singolo.

## Tracce
1. Fly (feat. Lenny Kravitz) – 2:38